# Reudenbach
Reudenbach ist eine Ortschaft mit etwa 40 Einwohnern in Lindlar im Oberbergischen Kreis im Regierungsbezirk Köln in Nordrhein-Westfalen (Deutschland).

## Lage und Beschreibung
Reudenbach Liegt im Nordwesten von Lindlar unweit der Gemeindegrenze zu Kürten. Der An der Kreuzung K29 / K31 gelegene Ortsteil wird als Unterreudenbach bezeichnet, der nördlicher gelegene Teil an der K 31 ist Oberreudenbach. Eine Nachbarortschaft ist Unterbersten (Kürten).

## Geschichte
Im Jahr 1467 wurde der Ort das erste Mal urkundlich erwähnt. Die Schreibweise der Erstnennung: rudenbach
Am 25. September 2012 wurde im Reudenbach eine mit 40 kg Sprengstoff bestückte Fliegerbombe aus dem Zweiten Weltkrieg bei Kabelverlegungen entdeckt. Die Bombe amerikanischer Bauart lag einen Meter unter der Erde. Sie wurde unter der Aufsicht von Polizei, Feuerwehr und Ordnungsamt durch den Kampfmittelräumdienst entschärft und weggebracht. Im Umkreis von 300 Metern musste dazu das kleine Dorf geräumt werden.

## Busverbindungen
Haltestelle Reudenbach:
- VRS (KWS) Linie 402 Unterschbach – Hohkeppel – Lindlar – Linde – Kürten Schulzentrum (nur Schulverkehr)
- VRS (KWS) Linie 411 Weier – Olpe (nur Schulverkehr)
- BBK4 Kürten – Eichof-Reudenbach – Bosbach – Kohlgrube – Olpe – Bornen – Kürten (Bürgerbus Kürten)

## Sehenswürdigkeiten
Im Ort stehen drei Wegekreuze unter Denkmalschutz:
- Wegekreuz in Unterreudenbach an der Kreuzung K29 / K31
- Wegekreuz an der Feldwegekreuzung westlich Oberreudenbach Haus Nr. 23 – begleitet durch drei alte Kopf-Linden
- Wegekreuz in Oberreudenbach bei Haus Nr. 26[3][4]

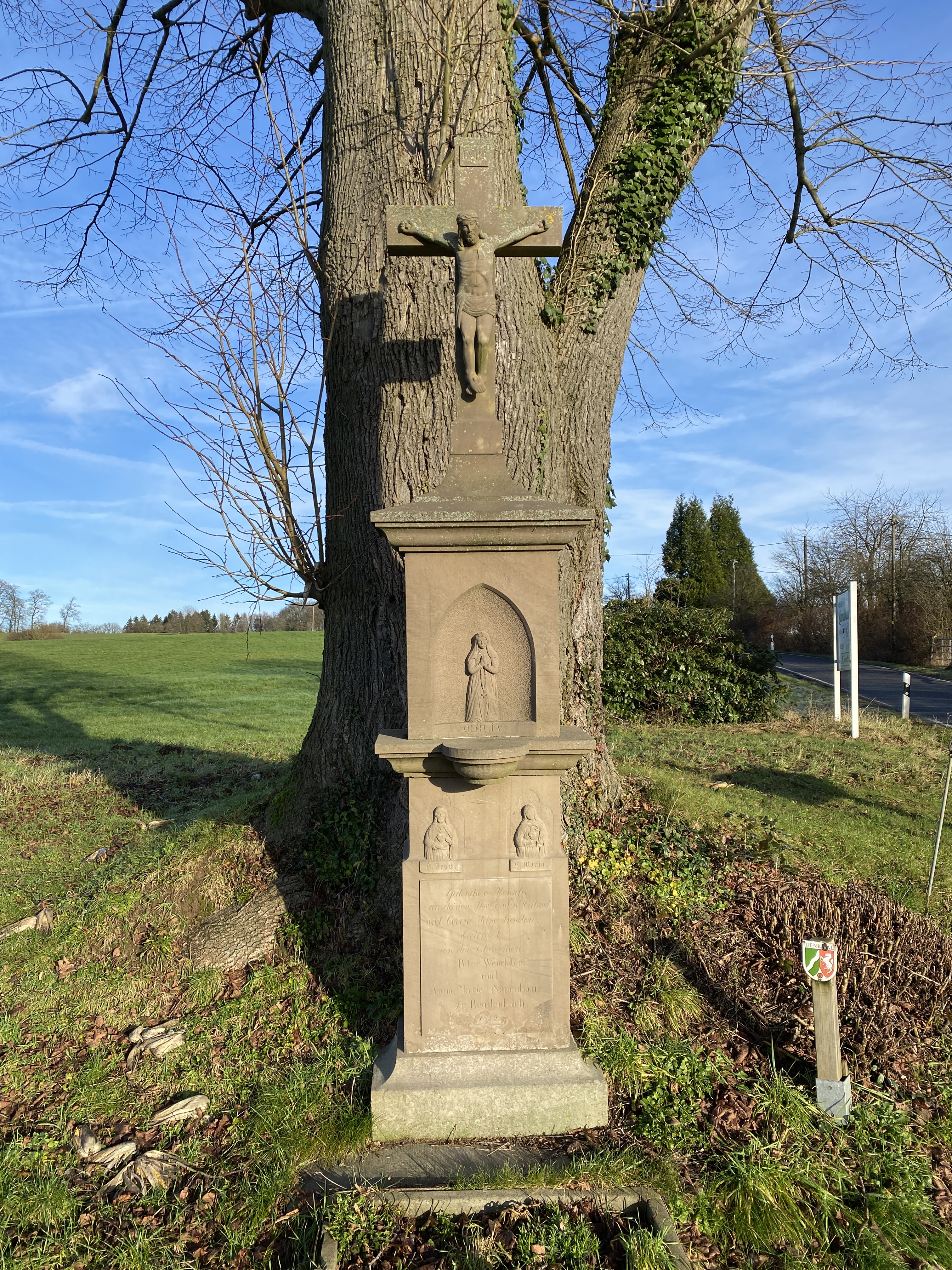
Wegekreuz Abzw. K29 von K31
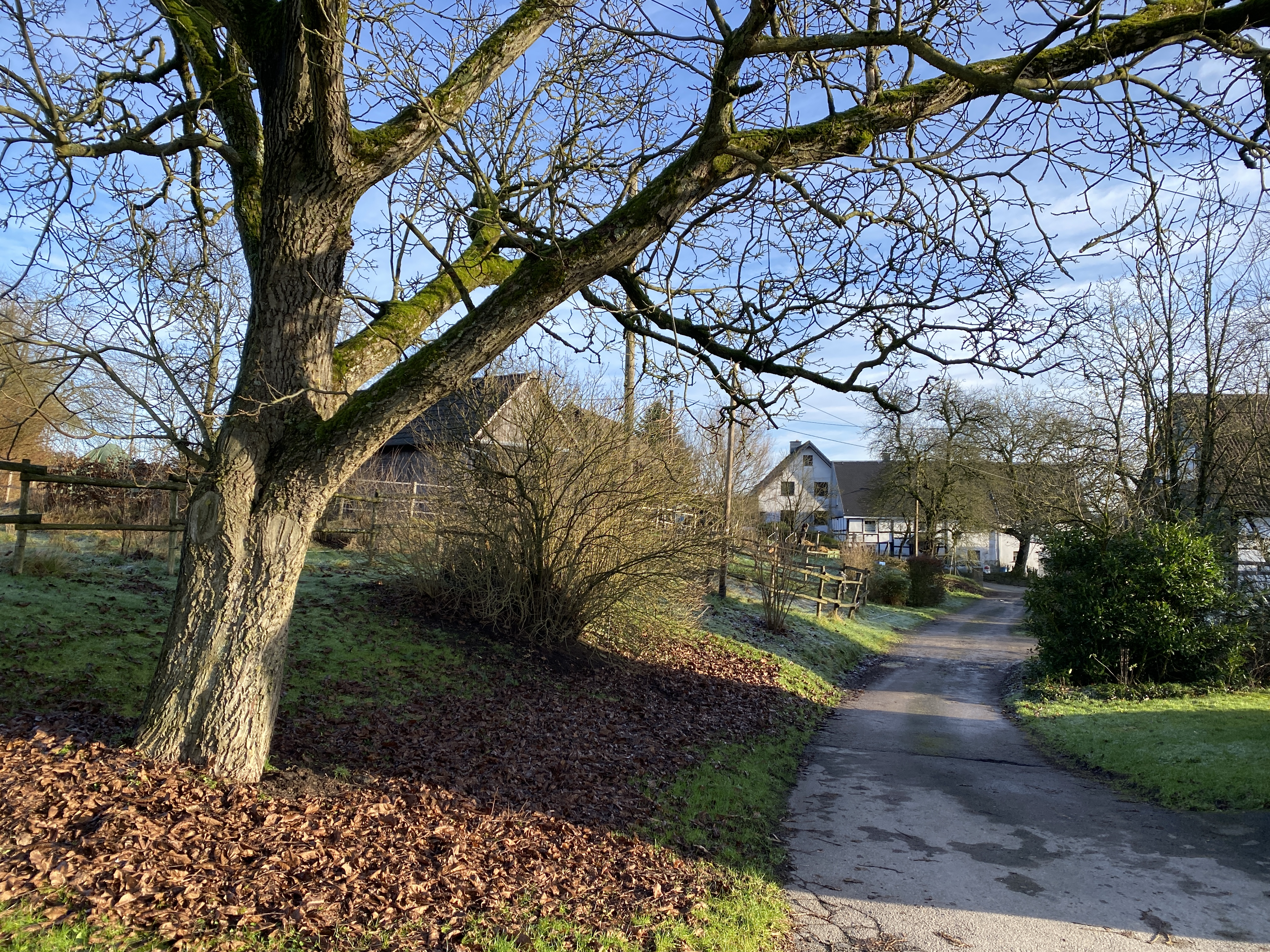
Unterreudenbach
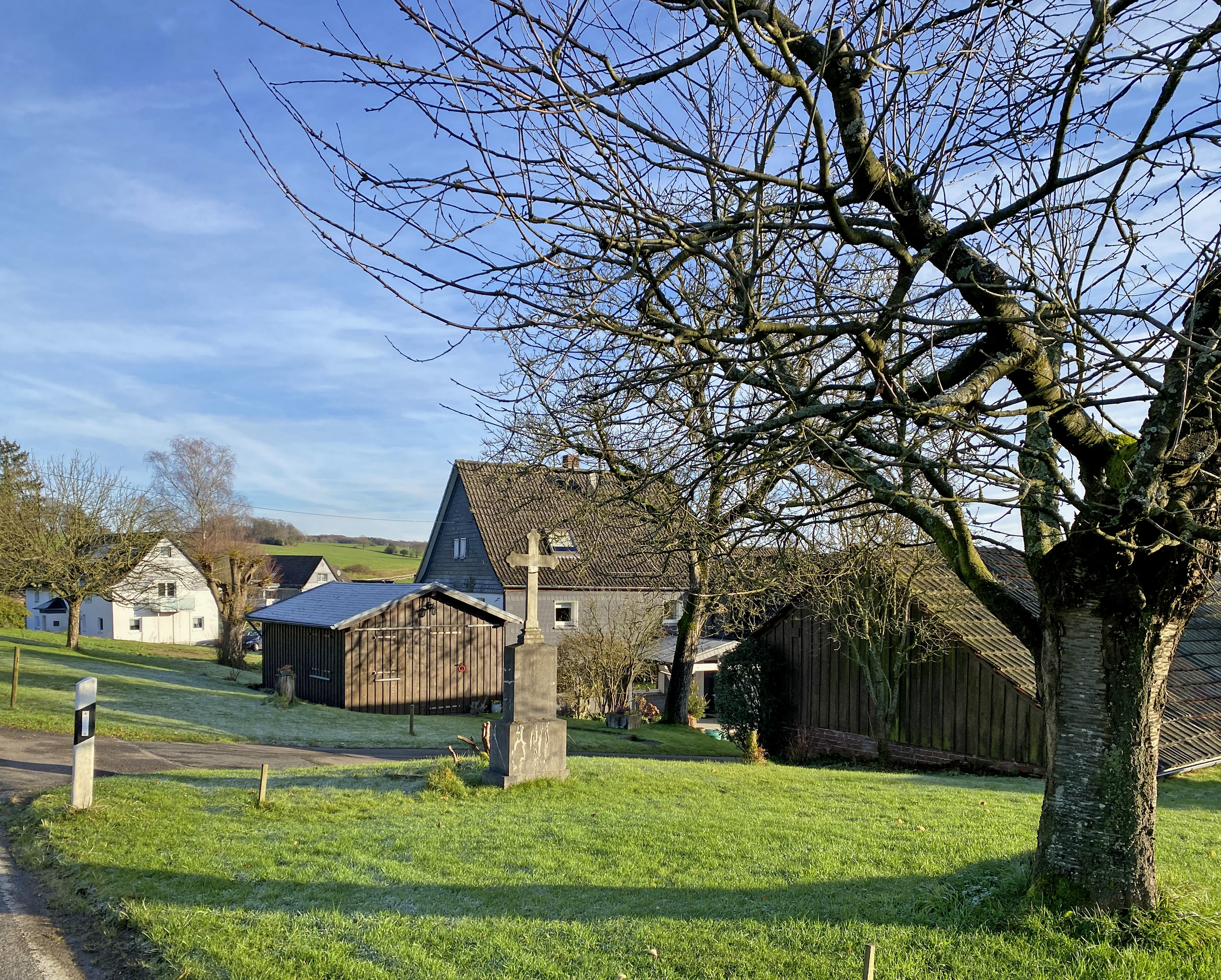
Reudenbach 18 mit Wegekreuz (nicht Baudenkmal)
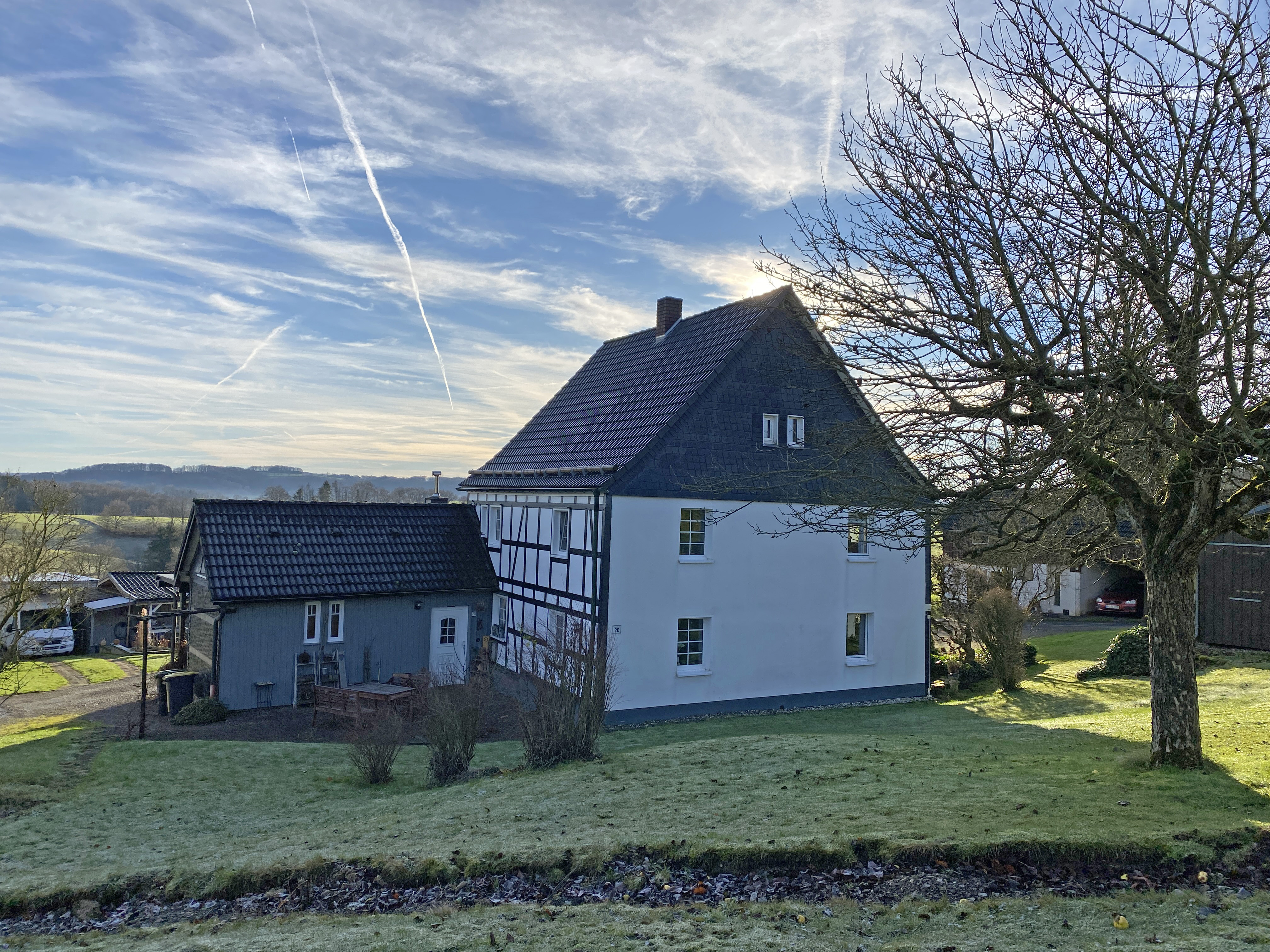
Hof in Reudenbach
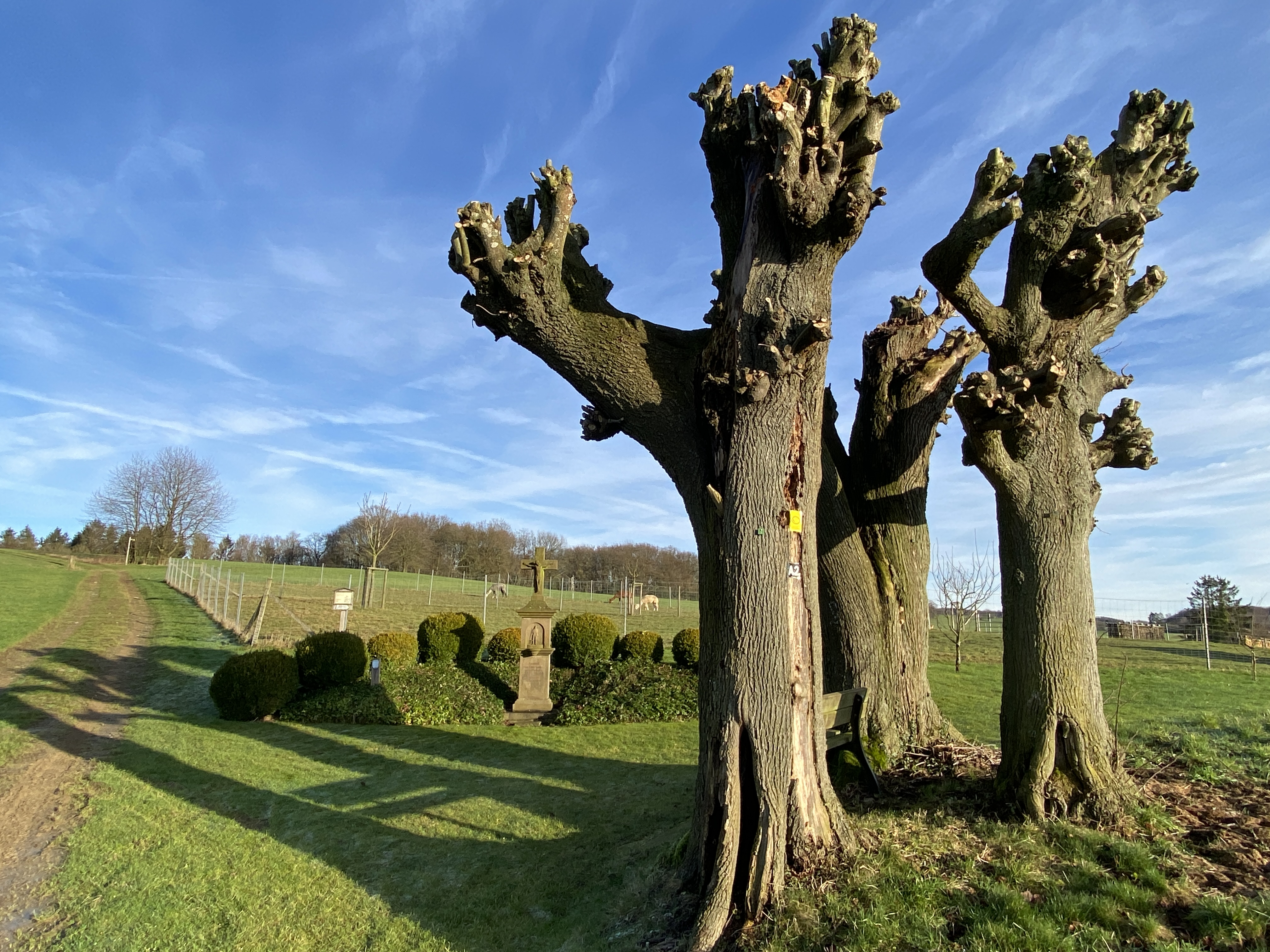
Wegekreuz an Feldwegwegekreuzung östl. Haus Nr. 23